# Benjamin Glover Laws

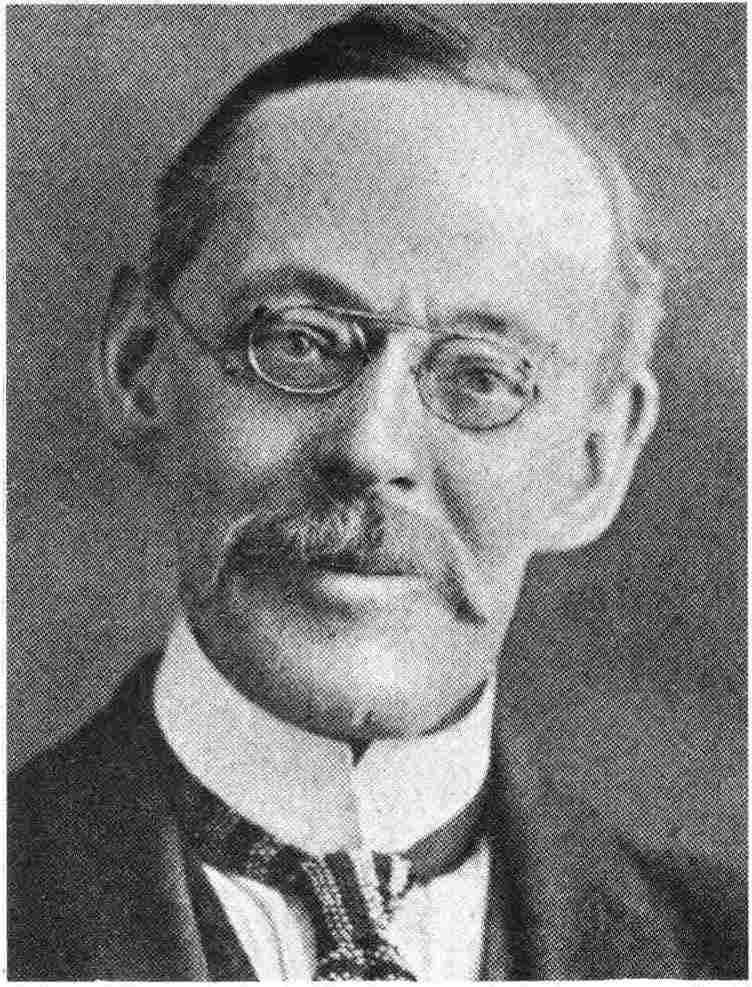
Laws um 1905

Benjamin Glover Laws (* 6. Februar 1861 in Barnsbury in London; † 21. September 1931 in London) war ein englischer Schachkomponist.

## Schachkomposition
|   | a | b | c | d | e | f | g | h |   |
| 8 |   |   |   |   |   |   |   |   | 8 |
| 7 |   |   |   |   |   |   |   |   | 7 |
| 6 |   |   |   |   |   |   |   |   | 6 |
| 5 |   |   |   |   |   |   |   |   | 5 |
| 4 |   |   |   |   |   |   |   |   | 4 |
| 3 |   |   |   |   |   |   |   |   | 3 |
| 2 |   |   |   |   |   |   |   |   | 2 |
| 1 |   |   |   |   |   |   |   |   | 1 |
|   | a | b | c | d | e | f | g | h |   |

|   | a | b | c | d | e | f | g | h |   |
| 8 |   |   |   |   |   |   |   |   | 8 |
| 7 |   |   |   |   |   |   |   |   | 7 |
| 6 |   |   |   |   |   |   |   |   | 6 |
| 5 |   |   |   |   |   |   |   |   | 5 |
| 4 |   |   |   |   |   |   |   |   | 4 |
| 3 |   |   |   |   |   |   |   |   | 3 |
| 2 |   |   |   |   |   |   |   |   | 2 |
| 1 |   |   |   |   |   |   |   |   | 1 |
|   | a | b | c | d | e | f | g | h |   |

Laws war einer der bedeutendsten Experten der Böhmischen Schule. Er hat etwa eintausend Kompositionen geschaffen.
Am Anfang seiner Karriere hatte er vier Probleme an F. C. Collins, den Sachbearbeiter von Brief, gesendet. Dieser schrieb am 7. Juni 1878, Laws solle sich in Zukunft darauf konzentrieren, ein Problem zu perfektionieren, bevor er sich an das nächste mache. Er solle sich genau über die Bedeutung jeder Figur und jedes Bauern klarwerden. Laws beherzigte diesen Ratschlag.
Laws war an der Veröffentlichung mehrerer Schachbücher beteiligt. The Chess Problem Text Book (1887) gilt als erstes Schachkompositionsbuch mit Kompositionen und Artikeln (anstatt, wie zuvor, nur Kompositionen). Two-move chess problems (um 1889), ein hochwertiges Buch für Kompositionsanfänger, wurde mindestens zweiundvierzig Jahre lang gedruckt. Darüber hinaus arbeitete er auch für Zeitschriften. Er übernahm die Kompositionsspalte der Chess Monthly, als sein Bekannter, Johannes Hermann Zukertort, verstarb. Nach dem Tod von James Rayner am 4. Juni 1898 übernahm Laws, der kurz zuvor bei Chess Monthly aufgehört hatte, die von Rayner 1888 gegründete Kompositionsspalte im British Chess Magazine, die Laws ebenfalls bis zu seinem Tod führte. Als Laws' Gesundheit angeschlagen war, erhielt er dabei Unterstützung von Mr. Chandler und James Rayners Neffen Thomas Rayner Dawson. Zwei dort erschienene Artikel von Laws hatten großen Einfluss auf die Schachkomposition in England.
Von der Gründung der British Chess Problem Society (BCPS) bis zu seinem Tod war Laws Präsident derselben. Er trug viel zu ihrem Erfolg bei. Als Präsident der BCPS erwies er auch den Schachkomponisten große Dienste.
1906, als Laws' Gesundheit angeschlagen war, kam es zu einem Rechtsstreit mit Emanuel Lasker, als in Lasker's Magazine sechs Kolumnen mit einer falschen Anschuldigung erschienen, für die Laws eine Entschuldigung im Namen des British Chess Magazine und der britischen Schachkomponisten verlangte. Lasker, der zum Zeitpunkt der Veröffentlichung 3000 Meilen entfernt war, drückte sofort sein Bedauern aus. Der Konflikt wurde jedoch erst im letzten Moment durch eine Entschuldigung des Autors beigelegt. Nach dem Ende des Rechtsstreits unterzeichneten viele englische Schachkomponisten eine Anerkennung für Laws. Laws war über diese hocherfreut und drückte seinen Dank durch mehrere Widmungsaufgaben aus.
Laws, der vorrangig Modellmattaufgaben komponierte, erfand den Amerikanischen Inder, ein Problemthema. Die entsprechende Aufgabe erschien erstmals als Nr. 85 am 5. Januar 1885 in der Morning Post (siehe oberes Diagramm). Das Thema wurde später durch ein berühmtes Problem Samuel Loyds weithin bekannt. Laws war auch der Erfinder des Reflexmatts, bei dem Weiß oder Schwarz – anders als im Selbstmatt – mattsetzen müssen, wenn es einzügig möglich ist. Die weiße Aufgabe dort ist es, mattgesetzt zu werden (siehe unteres Diagramm). Er schuf auch mehrere Märchenschachaufgaben, vorwiegend solche, in denen nur in eine bereits geschlagene Figur umgewandelt werden durfte.
Laws repräsentierte England in den ersten drei internationalen Löseturnieren für Schachkomposition von 1929 bis 1931.

## Künstlernamen
Laws führte mehrere Künstlernamen. Diese verwendete er meist für Kompositionen, die seines Erachtens niedrigere Qualität aufwiesen. Oftmals leitete er diese von Ortsbezeichnungen in London ab.
- Handley Rhodes, als er in der Hanley Road wohnte.
- S. Green, als er in Stroud Green wohnte.
- C. Hill als Anspielung auf Crouch Hill.
- I. S. Lington als Anspielung auf Islington.
- C. Horn als Anspielung auf Hornsey.
- N. R. S., abgeleitet aus den letzten Buchstaben seines Namens.